# Paraphyllium
Paraphyllium (griechisch para „nahe“, griechisch phyllon „Blatt“, meistens in der Mehrzahl Paraphyllien oder Paraphyllia verwendet) bezeichnet eine kleine filament-, schuppen- oder blattartige Struktur an den Stielen einiger blatttragenden Laubmoose. Meistens sind die Paraphyllien zerschlitzte oder pfriemenförmige kleine Gebilde. Sie vergrößern die photosynthetisch aktive Fläche. Andere Funktionen sind spekulativ.

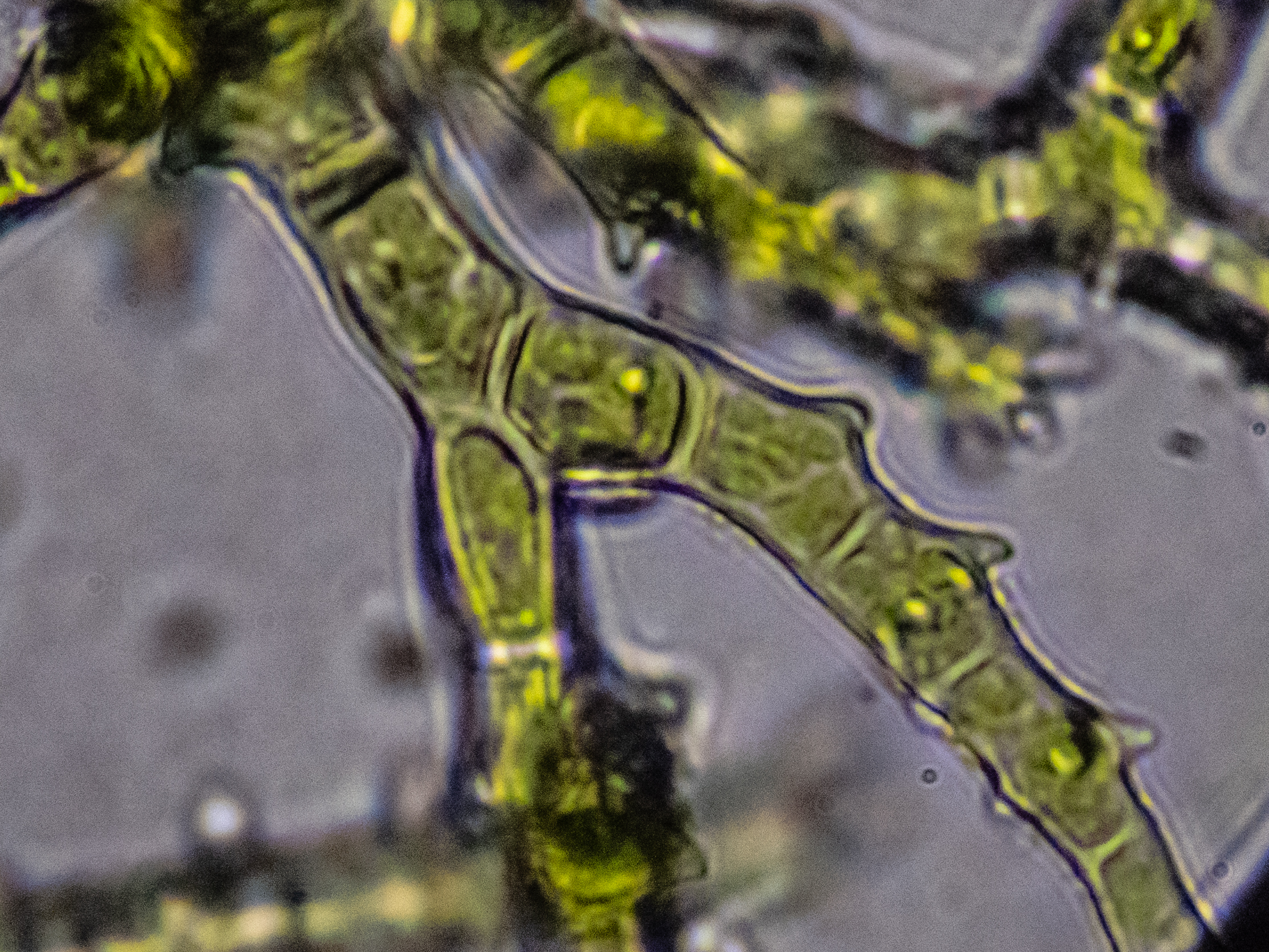
Thuidium delicatulum – Paraphyllien des Zarten Thujamooses

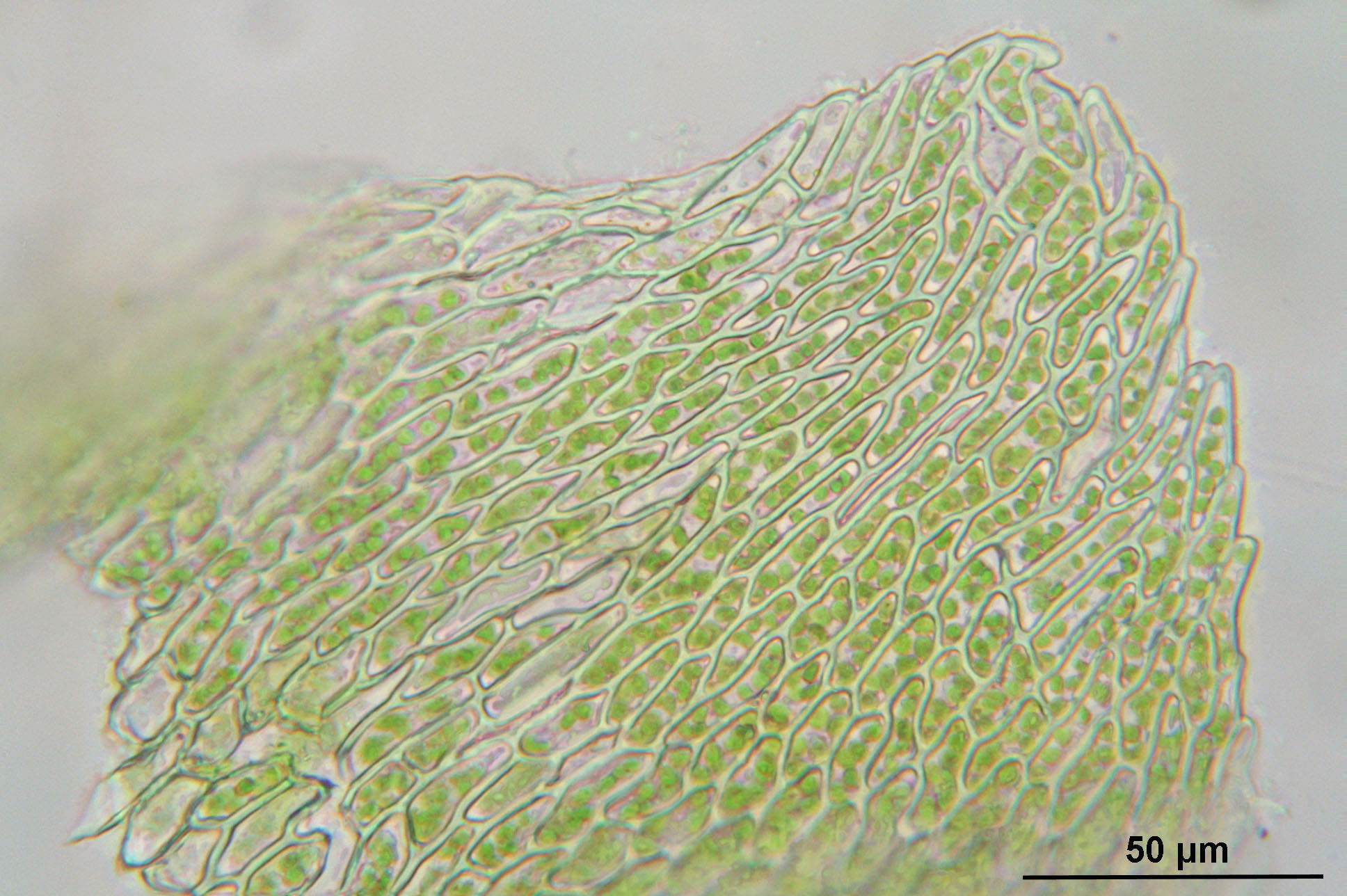
Mikroskopaufnahme Pseudoparaphyllium (Stämmchenquerschnitt bei Hypnum procerrimum)

Pseudoparaphyllia sind entsprechende blattartige Strukturen zwischen den Blättern bei Trichocoleales. Sie können Wasser durch Kapillarkräfte schwammähnlich binden (z. B. bei Etagenmoos, Tamarisken-Thujamoos, Zartem Thujamoos, Mnium).

## Einzelbelege
1. ↑  Bill Malcolm, Nancy Malcolm: Mosses and other Bryophytes, an illustrated glossary. (Memento des Originals vom 2. Mai 2014 im Internet Archive)  Info: Der Archivlink wurde automatisch eingesetzt und noch nicht geprüft. Bitte prüfe Original- und Archivlink gemäß Anleitung und entferne dann diesen Hinweis. Moss Ontology, 2. Ausgabe, 2006
2. ↑  Arthur Jonathan Shaw, Bernard Goffinet: Bryophyte Biology. Cambridge University Press, 2000, ISBN 0-521-66794-1, S. 76
3. ↑  Water relations: plant strategies. (PDF; 1,3 MB) Kapitel 7–3, S. 23 (anschaulich bebildert)
4. ↑  D. R. Zehr: Phenology of selected bryophytes in southern Illinois. Bryologist, Band 82, 1979, S. 29–36.